# Alioune Diop
Alioune Diop (geb. 10. Januar 1910 in Saint-Louis; gest. 2. Mai 1980 in Paris) war ein senegalesischer Schriftsteller französischer Sprache, Politiker und Intellektueller, der eine wichtige Rolle bei der kulturellen Emanzipation Afrikas spielte, indem er (zusammen mit anderen) die Zeitschrift Présence africaine gründete und die Négritude-Bewegung unterstützte.

## Leben
Alioune Diop besuchte eine Koranschule, konvertierte jedoch später zum Christentum, und zwar zur katholischen Kirche. Er studierte in Algerien und später an der Sorbonne in Paris. 1946 wurde in Frankreich zum Senator gewählt. 1947 gründete er, von Freunden unterstützt, in Paris die Zeitschrift Présence africaine. Revue culturelle du monde noir. Sie entwickelte sich bald zum bedeutendsten Forum der literarischen und politischen Négritude. Diop blieb bis zu seinem Tod ihr Herausgeber.
1956 gründete Diop die Société Africaine de Culture, die Afrikanische Kulturgesellschaft. Im selben Jahr organisierte er 1956 in Paris den ersten „Kongress schwarzer Schriftsteller und Künstler“ (französisch: Congrès des écrivains et artistes noirs). Weite Beachtung fand sein 1957 in Paris erschienenes Buch Schwarze Priester melden sich mit Beiträgen afrikanischer Priester, die aus afrikanischen Traditionen über die Kirche und das Christentum schrieben. „Schwarze Seminaristen und angehende Ordenspriester, die sich größtenteils zu Studienzwecken in Rom und Paris aufhalten, sagen zum ersten Mal offen, was sie vom europäischen Kolonialismus und dem europäischen Umgang mit Afrikanern und ihrer Kultur halten. Dieses vor gut 50 Jahren erschienene Werk gilt als Geburtsstunde der afrikanischen Theologie, einer Theologie, für die sich afrikanische Kultur und Christsein nicht ausschließen, in der vielmehr das eine zum Ausdruck des anderen wird.“
Während des Zweiten Vatikanischen Konzils von 1962 bis 1965 sammelte Diop eine Fülle von Anregungen und Vorschlägen, wie der Reichtum afrikanischer Spiritualität, afrikanischen Denkens und afrikanischer Traditionen der Weltkirche zugutekommen könne. Er ließ diese Überlegungen und Empfehlungen den beim Konzil in Rom versammelten Bischöfen zukommen und veröffentlichte sie 1963 unter dem Titel „Afrikanische Persönlichkeit und Katholizismus“.
1966 initiierte Diop das erste „Weltfestival der Schwarzen Künste“ (französisch: Festival Mondial des Arts Nègres) in Dakar.

## Schriften
- Des prêtres noirs s’interrogent. Éditions Présence africaine, Paris 1956.
  - Deutsche Ausgabe: Schwarze Priester melden sich. Main-Verlag, Frankfurt am Main 1960.
- Personnalité africaine et catholicisme. Éditions Présence africaine, Paris 1963.